# Ludzka stonoga
Ludzka stonoga (ang. The Human Centipede: First Sequence) – holenderski horror filmowy z 2009 roku w reżyserii Toma Sixa. W rolach głównych występują Dieter Laser, Ashley C. Williams, Ashlynn Yennie i Akihiro Kitamura. Film opowiada o niemieckim chirurgu, który porywa trzy osoby i łączy chirurgicznie ich usta z odbytem tworząc „ludzką stonogę”.
Koncepcja filmu zrodziła się z żartu przyjaciół reżysera o karaniu pedofilów poprzez przyszycie ich ust do odbytu grubego kierowcy ciężarówki. Six stwierdził również, że inspiracją do powstania filmu były eksperymenty medyczne prowadzone przez Josefa Mengele w obozie koncentracyjnym Auschwitz. Reżyser stwierdził w wywiadach, że chirurg asystował w projekcie procedury medycznej i że film jest w 100% zgodny z wiedzą medyczną. Jednak dokładność medyczna została określona jako śmieszna i „bzdurna” przez lekarzy i krytyków.
Ludzka stonoga otrzymała mieszane recenzje, ale kilka wyróżnień na międzynarodowych festiwalach filmowych. Serwis Rotten Tomatoes przyznał mu wynik 49%, co oznacza „zgniły”. Film został wydany w Stanach Zjednoczonych poprzez wideo na życzenie 28 kwietnia 2010 oraz w wersji limitowanej w kinach 30 kwietnia. Sequel filmu zatytułowany Ludzka stonoga 2, został wydany w 2011 roku.

## Fabuła

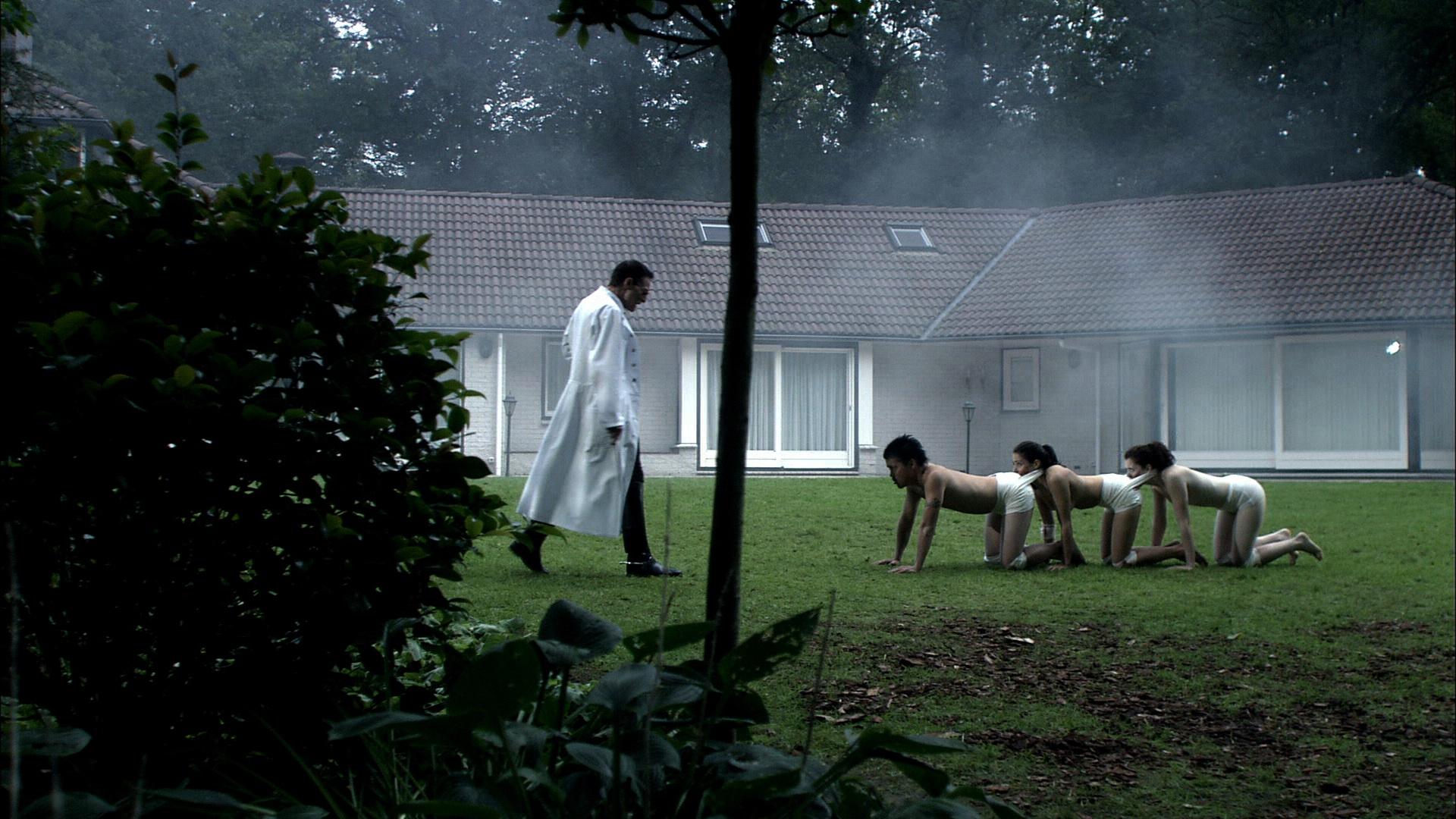
Kadr z filmu

Lindsay (Ashley C. Williams) i Jenny (Ashlynn Yennie) są amerykańskimi turystkami zwiedzającymi Niemcy. Gdy ich samochód psuje się, podczas szukania pomocy zostają porwane przez szalonego chirurga dr. Heitera (Dieter Laser), który odurza je narkotykami. Kobiety budzą się w prowizorycznej sali medycznej, gdy dr Heiter informuje porwanego wcześniej kierowcę ciężarówki, że „nie pasuje” i zabija go. Gdy kobiety budzą się po raz drugi, dr Heiter przyprowadza porwanego japońskiego turystę Katsuro (Akihiro Kitamura). Lekarz wyjaśnia, że jest światowej sławy chirurgiem rozdzielającym bliźnięta syjamskie, ale marzy o stworzeniu nowej istoty złożonej z trzech osób o jednym układzie pokarmowym. Po nieudanej próbie ucieczki Lindsay, Heiter przeprowadza operację, umieszczając Lindsay w środku, Katsuro na początku, a Jenny na końcu.
Lekarz traktuje trzy połączone osoby jak zwierzę, zmuszając Lindsay do jedzenia odchodów Katsuro. Heiter jest w nocy budzony przez krzyki jego ofiar i po badaniu uświadamia sobie, że Jenny dostała sepsy i umiera. Do domu Heitera przychodzi dwóch detektywów badających sprawę zaginięcia trzech osób. Heiter podejmuje nieudaną próbę porwania ich i użycia jako zamienników za Jenny. Funkcjonariusze postanawiają wyjść i wrócić z nakazem przeszukania. Trzy połączone ofiary podejmują nieudaną próbę ucieczki z gabinetu w piwnicy. Przy spotkaniu ofiar z Heiterem, Katsuro przyznaje po japońsku, że zasłużył na swój los i popełnia samobójstwo, podcinając sobie gardło kawałkiem szkła. Funkcjonariusze wracają i przeszukują dom, gdy Heiter ukrył się w okolicy domowego basenu. Podczas przeszukiwania jeden z funkcjonariuszy słyszy strzał i spiesząc na pomoc koledze orientuje się, że został śmiertelnie postrzelony przez Heitera. Heiter strzela do drugiego funkcjonariusza w brzuch, gdy on odpowiada strzałem w głowę. Jenny umiera z powodu sepsy, a Lindsay zostaje sama w domu pomiędzy dwiema martwymi ofiarami.

## Postacie

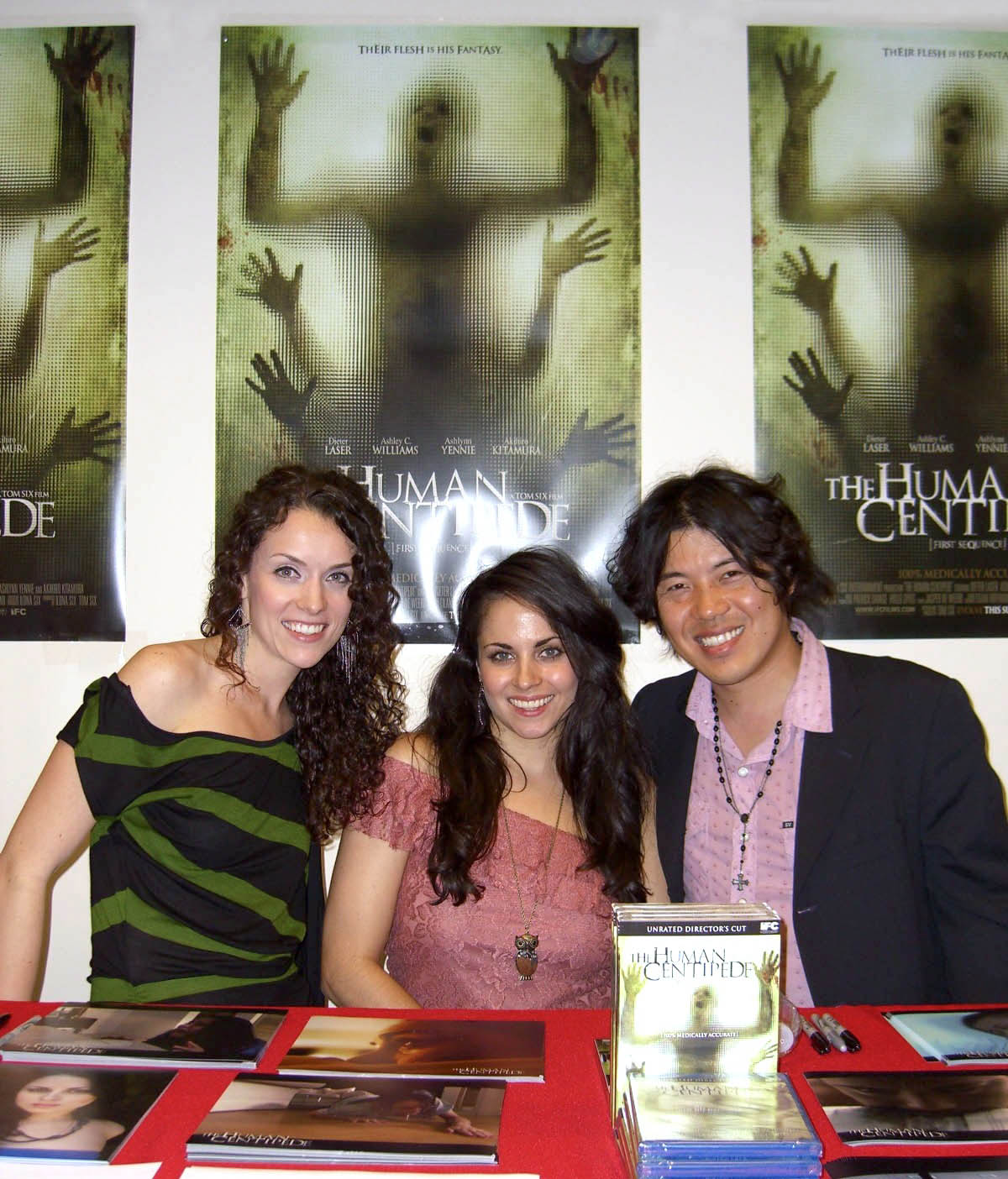
Ashlynn Yennie, Ashley C. Williams i Akihiro Kitamura podczas Big Apple Convention, 1 października 2010

- Dr Josef Heiter – emerytowany chirurg specjalizujący się w rozdzielaniu bliźniąt syjamskich. Po przejściu na emeryturę zainteresował się tworzeniem „bliźniąt syjamskich” z różnych organizmów. Casting do roli dra Heitera miał miejsce w Berlinie. Z sześciu kandydatów zwyciężył Dieter Laser, wcześniej grający w serialu Lexx[7].
- Lindsay – amerykańska turystka przebywająca na wakacjach w Niemczech, środkowa część „ludzkiej stonogi”. Casting do ról Jenny i Lindsay miał miejsce w Nowym Jorku[8]. Tom Six przyznał, że wiele kandydatek do tych ról odeszło z castingu po przeczytaniu scenariusza[9].
- Jenny – amerykańska turystka przebywająca na wakacjach w Niemczech razem z Lindsay. Końcowa część „ludzkiej stonogi”.
- Katsuro – japoński turysta, przednia część „ludzkiej stonogi”.
- Detektyw Kranz – policjant prowadzący śledztwo w sprawie zaginięcia turystów, odkrywający na końcu eksperyment Heitera.
- Detektyw Voller – partner Kranza.

## Obsada
- Dieter Laser – dr. Heiter
- Ashley C. Williams – Lindsay / Ludzka Stonoga #2
- Ashlynn Yennie – Jenny / Ludzka Stonoga #3
- Akihiro Kitamura – Katsuro / Ludzka Stonoga #1
- Andreas Leupold – det. Kranz
- Peter Blankenstein – det. Voller
- Rene de Wit – kierowca ciężarówki
- Bernd Kostrau – mężczyzna w samochodzie
- Sylvia Zidek – recepcjonistka (głos)
- Rosemary Annbella – Amy (głos)
- Maurício d’Orey – prezenter telewizyjny (głos)

## Premiera
Film został wydany w Wielkiej Brytanii na DVD i Blu-ray 20 sierpnia 2010, a w Stanach Zjednoczonych 5 października 2010. W lutym 2011 całkowity dochód ze sprzedaży płyt DVD w Stanach Zjednoczonych wyniósł 1 753 133 dolary.

## Nagrody
- Najlepsze zdjęcia i najlepszy aktor (Dieter Laser) na festiwalu Fantastic Fest w kategorii horror[13]
- Najlepszy film na Screamfest Horror Film Festival[14]
- Najlepszy film na Sainte Maxime International Horror Film Festival
- Najlepszy film na Ravenna Nightmare Film Festival[15]
- Najlepsza obsada na South African Horror Film Festival[16]
- Nagroda publiczności na Haapsalu Horror and Fantasy Film Festival

## Sequel
Tom Six w 2010 roku powiedział, że pracuje nad sequelem Ludzkiej stonogi i w zależności od jego sukcesu powstanie również trzecia część filmu. Ashlynn Yennie w maju 2010 podczas Weekend of Horrors powiedziała, że druga część filmu będzie zawierała „krew i gówno”, których widzowie nie widzieli w pierwszej części. Produkcję drugiej części filmu rozpoczęto w Londynie w czerwcu 2010.
Fabuła drugiej części filmu opowiada o mężczyźnie, który obejrzał na DVD film Ludzka stonoga, i postanowił również stworzyć „stonogę”, jednak złożoną z 12 osób. W Wielkiej Brytanii planowane było wydanie filmu na DVD, jednak British Board of Film Classification odmówiło przyznania kategorii wiekowej, co uniemożliwia dystrybucję filmu na terenie Wielkiej Brytanii.

## Parodie
Pornograficzna parodia w reżyserii Lee Roy Myers o tytule The Human Sexipede została wydana we wrześniu 2010. Film został także sparodiowany w programie rozrywkowym NBC Saturday Night Live, w odcinku HumancentiPad serialu South Park oraz na stronie internetowej Funny or Die.